# Velch
Velch (vagy latin Volci, Vulci, etruszk Velz, Velx, Velc) etruszk település az i. e. 8. század és az i. e. 3. század között. Az egykori városok elnevezési szokásai szerint az ott élő törzsek nevét kapták. A velch törzs egyike volt az etruszk civilizáció legendás 12 városállama alapítójának, akik életre hívták az etruszk konföderációt, amely a városok közös érdekeit volt hivatott szolgálni. Ez az egység azonban széthullott, mihelyt a Római Köztársasággal kerültek szembe, s így az etruszkok hamarosan asszimilálódtak. Velch elhagyatottá vált, s csak romjai maradtak fenn.

## Földrajz
Velch a Tirrén-tengertől 8 km-re, Rómától körülbelül 100 km-re északnyugatra fekszik a Fiora folyó partján Montalto dei Castro és Canino között. A helység lakatlan. A város maradványai romok és temetkezési helyek. A falmaradványok körülbelül 6,5 km-en keresztül húzódnak és szórványos nyomok római épületek maradványaira is utalnak. Példa erre az Abbadia-híd a Fiora felett, amelynek a fő boltíve eléri a 20 méter magasságot, mintegy 30 méterre a folyó vize felett.
A város gazdagságát megmutatta az 1828-ban feltárt, hatalmas kiterjedésű nekropolisz, ahol is görög vázák, bronz- és egyéb eszközök maradványaira bukkantak, amelyek egy része ma a Vatikánban látható. 1856-ban több mint 15 ezer sírt tártak fel. Ezek a nagyszerű halomsírok (tumulus), teljes egészében föld alatti építmények, és kevés látható belőlük a felszínen. A sírok egy részének építése még az i. e. 8. századra tehető. Az 1857-ben a François-sírban felfedezett freskókat, amelyek görög és etruszk mitológiai alakokat ábrázolnak, ma a Római Torlonia Múzeum őrzi.

## Történelem
Velch az i. e. 8. században kezdett növekedni és körülbelül az i. e. 6. században érte el legnagyobb kiterjedését. Földrajzi fekvése – amely hasonlatos Rómáéhoz – lehetővé tette tengeri hatalommá válását. Orbatello, Saturnia, Pescia, Sovana, Castro, Pitigliano és Marsiliana települések is az irányítása alá tartoztak. Ebben az időszakban görög telepesek is éltek itt. Regae volt Velch kikötője. Eredetileg az etruszkok is részt vettek Róma városának alapításában, s kezdeti befolyásuk érezhető volt. Velch befolyással volt a korai Róma életére is, például Servius Tullius és a Vibenna fivérek (Caile és Avle Vipinas) Velchből származtak. Nevük és ábrázolásuk a Francois-sír freskóján jelenik meg. Amikor már Rómában a latin lakosság volt fölényben, az etruszk királyt megbuktatták, és a rómaiak hosszú harcot folytattak Etruria befolyásának csökkentésére. Tiberius Coruncanius győzelmet aratott Velzna (Vulsinii) és Velch lakosai felett i. e. 280-ban, és területükön létrehozták Cosa coloniát. A part és a kikötő római kézbe került, ezzel megszüntették Velch hatalmának forrását. A város hanyatlásnak indult, és hamarosan elnéptelenedett. Erre bizonyíték a római útvonal, a Via Aurelia építése (i. e. 240 körül), amely itt vezetett keresztül.

## Kultúra
Turan etruszk istennő volt Velch védelmezője.